# Cesare Maldini
Cesare Maldini, född 5 februari 1932 i Trieste, död 3 april 2016 i Milano, var en italiensk fotbollsspelare, fotbollstränare och italiensk förbundskapten 1997-1998. Han är far till Paolo Maldini.

## Karriär som spelare
Maldini var försvarsspelare i AC Milan där han bland annat spelade med Nils Liedholm. Maldini var kapten för det Milanlag som vann Europacupen för mästarlag 1963 och han vann även flera ligatitlar, samt spelade för det italienska landslaget i VM 1962, där Italien blev utslagna i gruppspelet.

## Karriär som tränare
Maldini arbetade i huvudsak som klubbtränare under 70-talet för lag som Parma, Ternana och Foggia innan han 1980 blev andretränare i landslaget under Enzo Bearzot, där han var med om att vinna guld i VM 1982. Därefter var han under 10 år tränare för Italiens U-21 landslag som blev Europamästare tre gånger under hans ledning, innan han tog över som tränare för Italiens A-landslag 1997. Han tränade sin son både i U-21 landslaget och också senare under VM 1998. Han var även under en kort period tränare för sonen i Milan 2001. Under VM 2002 var han tränare för Paraguays landslag.

## Meriter
- VM i fotboll: 1962 (som spelare), 1982, 1998 och 2002 (som tränare)
  - VM-kvartsfinal 1998
  - VM-guld 1982 (andretränare)
- Ligamästerskap: 1955, 1957, 1959, 1962
- Europacupen för mästarlag 1963